# Вінні-Пух: Кров і мед
«Вінні-Пух: Кров і мед» (англ. Winnie-the-Pooh: Blood and Honey) — фільм у жанрі слешера режисера Ріса Фрейк-Вотерфілда. Фільм є вільною хоррор-адаптацією творів А. А. Мілна про Вінні-Пуха. Адаптація стала можливою через закінчення терміну авторських прав на персонажів у компанії The Walt Disney Company. Прем'єра фільму відбулась 15 лютого 2023 року.
Після анонсу фільм викликав неоднозначну реакцію і привернув широку увагу завдяки своїй концепції за участю персонажа, який здобув репутацію «улюбленого образу дитинства». Згідно з рейтингом Metacritic фільм став найгіршим фільмом 2023 року.
Фільм знятий компанією Jagged Edge Productions та поширюється студією ITN Studios.

## Сюжет
У дитинстві Крістофер Робін потоваришував із антропоморфними тваринами Вінні-Пухом, П'ятачком та їхніми друзями, грав із ними в ігри, а також давав їм їжу. У міру дорослішання Крістофера його відвідування друзів ставали все рідкіснішими, як і запаси їжі, внаслідок чого Пух та інші дедалі більше голодували і зневірялися. Коли Крістофер вступив до коледжу, його відвідування повністю призупинилися, що призвело до того, що вони здичавіли і збожеволіли. Від голоду та безумства вони з'їли Віслючка Іа-Іа. Це завдало їм такої травми, що вони розвинули ненависть до людства, особливо до Крістофера. Вони поклялися відмовитися від своєї людяності, повернутися до своїх диких інстинктів і завжди мовчати. 
Через п’ять років Крістофер, уже дорослий, повертається до Стоакрового лісу в супроводі своєї нареченої, щоб возз’єднатися зі своїми старими друзями, але знаходить це місце в безлюдному стані. Попри її попередження піти, він продовжує розслідування, але з'являється П’ятачок і смертельно душить його наречену ланцюгом. Нажаханий і збентежений Крістофер намагається втекти, але Пух і П’ятачок заганяють його в кут і затягують до лісу, показуючи йому скелетні останки Іа-Іа в печері та спалюючи труп його нареченої.
Дещо пізніше студенти університету Марія, Джессіка, Аліса, Зої та Лара орендують будиночок у Стоакровому лісі, як порадив терапевт Марії, щоб вона могла подолати травматичний досвід переслідування. У своєму будиночку на дереві, Пух, який ув'язнив Крістофера, згадує їхнє дитинство. 
Коли настає ніч, Пух і П’ятачок  підстерігають Лару, коли вона розслабляється в джакузі, викрадають її, а потім виносять на дорогу, де  Пух їде машиною їй на голову, розтрощуючи їй череп. Почувши метушню, Марія та Джессіка виходять на вулицю, але знаходять труп Лари і намагаються попередити інших. Стривожена присутністю Пуха, четвірка розбивається на пари. П’ятачок вбиває Зої в басейні. Марія та Джессіка спостерігають за істотами, які викрадають Алісу, і вирішують проникнути в ліс, щоб врятувати її.
У будиночку Пуха на дереві пара звільняє Алісу, Крістофера. Пух женеться за Марією та Джесікою в лісі, але Аліса залишається, щоб приборкати П’ятачка, згодом закувує його в ланцюги, а потім вбиває. Пух повертається і мститься за смерть П'ятачка.
Вибігаючи на дорогу, Марія та Джессіка шукають допомоги у місцевих жителів. Попри спроби чоловіків подолати Пуха своєю зброєю, Пух легко вбиває їх, поки Марія намагається переїхати його пікапом. Пух сідає на пікап, і вони врізається в дерево, втрачаючи свідомість. Прокинувшись, вона стає свідком того, як Пух обезголовлює Джесіку. Він витягує Марію з пікапа і ледь не вбиває її, поки не з’являється Крістофер за кермом автомобіля, розчавивши Пуха між двома автомобілями і, здавалося б, убивши його.
Крістофер намагається допомогти Марії, але Пух, який ледве вижив, прокидається, переслідує їх і хапає її, приклавши ножа їй до горла. Крістофер благає Пуха звільнити її, обіцяючи назавжди залишитися з ним у Стоакровому лісі. Спочатку Пух вагався, а потім порушив мовчання, щоб сказати Крістоферу: «Ти пішов», а потім перерізав їй горло. Побачивши, як вона стікає кров’ю на його руках, Крістофер, усвідомлює, що його колишньому другу дитинства тепер уже неможливо допомогти. Він тікає з Стоакрового лісу, а Пух кілька разів завдає ножа по трупу бідолашної дівчини.

## У ролях
| Актор              | Роль            |
| ------------------ | --------------- |
| Крейг Девід Довсет | Вінні-Пух       |
| Кріс Корделл       | П'ятачок        |
| Ніколай Леон       | Крістофер Робін |
| Ембер Дойг-Торн    | Еліс            |
| Марія Тейлор       | Марія           |
| Деніель Роналд     | Зої             |
| Наташа Тосіні      | Лара            |
| Мей Келлі          | Тіна            |
| Паула Коїз         | Мері            |
| Наташа Роуз        | Джес            |

## Виробництво

### Розробка
26 травня 2022 року в ЗМІ з'явилася інформація про анонс хоррор-адаптації «Вінні-Пуха». Права на персонажів із 1996 року належали компанії The Walt Disney Company, але з січня 2022 «Вінні-Пух» перейшов у громадське надбання в США. Через цю лазівку в авторських правах режисер Ріс Фрей-Вотерфілд розпочав працювати над фільмом «Вінні-Пух: Кров і мед» на початку 2022.
Режисер описав Вінні-Пуха і П'ятачка у своїй адаптації як «маніяків-убивць», які повернулися до своїх «тваринних інстинктів» після того, як Крістофер Робін їх покинув. До початку подій, що демонструються у фільмі, Вінні-Пух і П'ятачок убили Тигру та з'їли Іа-Іа. Могила Іа-Іа з'явиться в одній зі сцен фільму.

### Знімання
Фільм було знято в Англії протягом 10 днів. Виробництвом займалася компанія Jagged Edge Productions у співпраці з ITN Studios. Персонаж Вінні-Пуха в адаптації Фрейка-Вотерфілда одягнений у костюм дроворуба, а не в червону футболку, як на діснеївському персонажі, щоб уникнути потенційних судових позовів із авторських прав.

## Маркетинг
Перший постер фільму вийшов 14 липня 2022. У першому трейлері, що вийшов 31 серпня 2022, показана зав'язка картини. Крістофер Робін, що подорослішав, кидає своїх друзів у лісі, вони лютують і починають вбивати все живе.

## Майбутні проєкти
У червні 2022 року Фрейк-Вотерфілд заявив про інтерес у створенні сіквела фільму, який стане «ще божевільнішим» і «більш екстремальнішим». У листопаді 2022 року режисер заявив, що працює ще над двома фільмами жахів — «Бембі: Розплата» (англ. Bambi: The Reckoning) і «Пітер Пен: жах у Неверленді» (англ. Peter Pan: Neverland Nightmare) — заснованих на книгах «Бембі. Біографія з лісу» та «Пітер Пен у Кенсінґтонських садах», які, як і «Вінні Пух», перейшли в суспільне надбання в США.